# Callozostron mirabilis
Callozostron mirabilis är en korallart som beskrevs av Wright och Studer 1889. Callozostron mirabilis ingår i släktet Callozostron och familjen Primnoidae.
Artens utbredningsområde är Södra Ishavet. Inga underarter finns listade i Catalogue of Life.